# 5215 Цуруй
5215 Цуру́й (5215 Tsurui) — астероїд головного поясу, відкритий 9 січня 1991 року.
Тіссеранів параметр щодо Юпітера — 3,315.
Названо на честь поселення Цуруй (яп. つるい(鶴居) цуруй).